# Skråpsnyltrot
Skråpsnyltrot (Orobanche flava) är en snyltrotsväxtart som beskrevs av Carl Friedrich Philipp von Martius och Friedrich Wilhelm Schultz. Enligt Catalogue of Life ingår Skråpsnyltrot i släktet snyltrötter och familjen snyltrotsväxter, men enligt Dyntaxa är tillhörigheten istället släktet snyltrötter och familjen snyltrotsväxter. Arten förekommer tillfälligt i Sverige, men reproducerar sig inte.

## Underarter
Arten delas in i följande underarter:
- O. f. cicerbitae
- O. f. flava

## Bildgalleri

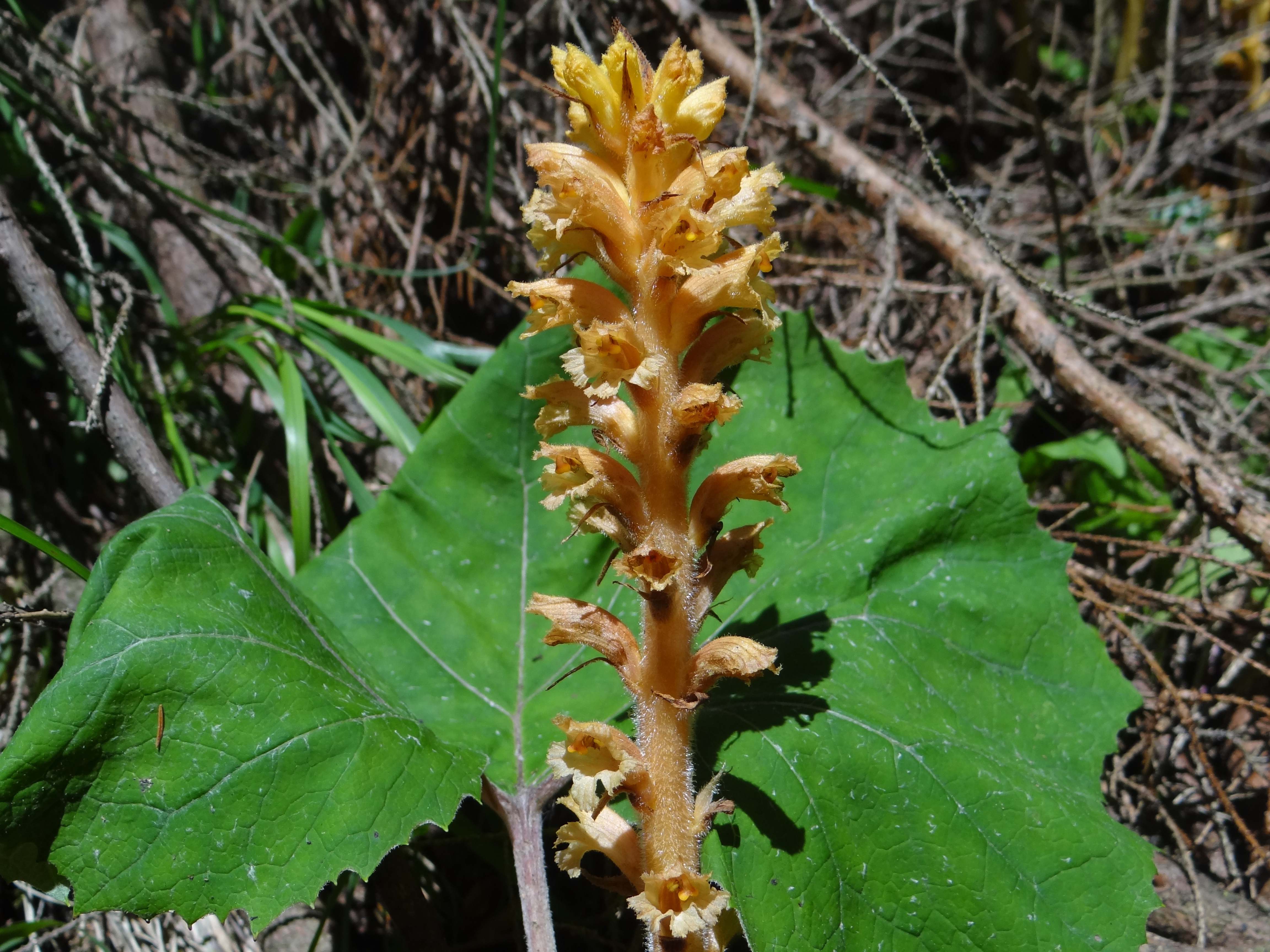